# Cecilia Sala
Cecilia Sala  (pronunciació en italià: /tʃeˈtʃiːlja ˈsaːla/) (Roma, 26 de juliol de 1995) és una periodista italiana. Les autoritats iranianes la van detenir el 19 de desembre de 2024; la notícia es va anunciar el 27 de desembre.

## Biografia
Nascuda l'any 1995 a Roma, ha treballat tant en redaccions com de periodista independent, i va cobrir sobretot política internacional. Del 2014 al 2018 va cursar estudis d'economia a la Universitat Bocconi de Milà, on va interrompre els seus estudis. L'any 2015 va començar a col·laborar com a corresponsal i reportera amb Vice; posteriorment va començar a treballar amb Michele Santoro al programa de televisió Servizio pubblico de LA7, on va començar a treballar com a periodista professional.
Al llarg dels anys ha col·laborat amb Vanity Fair, L'Espresso, la Rai i Will Media, i ha treballat a l'equip editorial del programa Otto e mezzo a LA7. Des de novembre de 2019 es va incorporar a l'equip editorial d'Il Foglio. El 2020, Huffington Post va publicar Polvere, un pòdcast sobre l'assassinat de Marta Russo en col·laboració amb Chiara Lalli. El maig de 2021 el pòdcast es va convertir en un llibre, Polvere. Il caso Marta Russo, publicat per Arnoldo Mondadori Editore Strade Blu. A partir del 10 de gener de 2022 va crear i posar veu a un nou pòdcast, Stories, de Chora Media, que explica històries del món de forma diària.
Mitjançant una nota de premsa del Ministeri d'Afers Exteriors d'Itàlia datada el 27 de desembre de 2024, es va donar a conèixer la seva detenció, que va tenir lloc a Teheran, el 19 de desembre. El 8 de gener de 2025, la presidènta del Consiglio d'Itàlia, Giorgia Meloni, va informar als pares de la periodista que la seva filla havia estat alliberada i que el mateix dia viatjaria en avió a Roma.

## Pòdcasts
- Polvere, produït per Huffington Post Italia (2020)
- Stories, pòdcast diari produït per Chora Media (a partir de 2022)

## Televisió
- Piazzapulita (LA7)
- Dimartedì (LA7)
- L'aria che tira (LA7)
- Le parole (Rai 3)
- In altre parole (LA7)

## Premis i reconeixements
- El 2021 va guanyar el premi periodístic de comunicació 'Li omini boni'.[9]
- L'any 2022 va guanyar el premi de periodisme Nilde Iotti per la secció de premsa escrita, amb l'article Il grande Satana per noi. Intervista al vicepresidente della Repubblica Islamica d'Iran, publicada a Vanity Fair.[10]
- El 2022 va guanyar el premi Penna d'Oro Giovani Talenti.[11]

## Obres publicades
- Chiara Lalli. Il caso Marta Russo.  Mondadori, 2021. ISBN 9788804739791. OCLC 1350716230.
- Cecilia Sala. L'incendio.  Mondadori, 2023. ISBN 8804735422. OCLC 1401104309.